# Parti pour la démocratie et le progrès/Parti socialiste
Pour les articles homonymes, voir Parti pour la démocratie et le progrès.
Le Parti pour la démocratie et le progrès/Parti socialiste est un parti politique burkinabè, membre de l'Internationale socialiste. Il est issu de la fusion en 2001 du Parti pour la démocratie et le progrès et du Parti socialiste.

## Histoire
Joseph Ki-Zerbo, fondateur du PDP, l'a présidé jusqu'en 2005, son successeur est Ali Lankoandé (en).
Lors des élections parlementaires de 2002, il arrive en troisième position, avec 7,5 % des suffrages, et obtint, pour la législature 2002-2007, dix des 111 sièges du parlement burkinabé.
Lors de l'élection présidentielle de 2005, le candidat du PDP/PS, Ali Lankoandé, n'arrive qu'en 6e position, avec 1,74 % des suffrages, un résultat décevant pour ce parti.
Le 6e congrès du parti se déroule le 2 avril 2016 à Ouagadougou, Toro Drabo et Samuel Somda sont respectivement élus à la présidence et à la vice-présidence du parti
Le 7e congrès du parti se déroule le 29 mars 2019 à Ouagadougou, Toro Drabo est réélu à la présidence du parti.

## Dirigeants
- Joseph Ki-Zerbo (1922-2006), fondateur du parti
- Ali Lankoandé (1930-2014), président du parti de 2005 à 2008.
- Toro Drabo

## Résultats électoraux

### Législatives
Le parti présente des candidats aux élections législatives en 2002.
| Année | %    | Représentation | Rang |
| 2002  | 7,01 | 10 / 111       | 3e   |
| 2007  | 2,51 | 2 / 111        | 6e   |